# Pietro Morosini
Pietro Morosini (Veneza, 1370/1380 – Castelo de Gallicano, 11 de agosto de 1424) foi um canonista e cardeal veneziano da Igreja Católica.

## Biografia
Estudou utroque iure, tanto em direito canônico quanto em direito civil na Universidade de Bolonha.
Foi cônego do capítulo da catedral de Treviso. Em 28 de maio de 1405, obteve permissão do Papa Inocêncio VII para continuar seus estudos de direito na Universidade de Bolonha por três anos, enquanto recebia os rendimentos de seu canonismo; a permissão foi prorrogada pelo Papa Gregório XII por cinco anos. Professor de decretos (lei) na Universidade de Pádua. Tornou-se um dos jurisconsultos mais célebres do seu tempo. Foi nomeado protonotário apostólico.
Foi criado cardeal pelo Papa Gregório XII no Consistório em 19 de setembro de 1408, recebendo o título de cardeal-diácono de Santa Maria em Cosmedin.
O Papa Gregório XII declarou em 12 de setembro de 1412 que deveria ser admitido no próximo conclave, embora o cardeal ainda não tivesse recebido as ordens sagradas. Optou pela diaconia de Santa Maria em Domnica em 1417. Só chegou a Constança em 7 de fevereiro de 1418. Nomeado legado para o Reino da Sicília pelo novo Papa Martinho V deixou Mântua, onde ficava a cúria papal, em 1 de dezembro de 1418 e ele coroou a rainha Joana II em Nápoles em 28 de outubro de 1419. Foi para Tivoli com o papa em 17 de junho de 1421.
Ele morreu em 11 de agosto de 1424, no Castelo de Gallicano, perto de Palestrina, onde estava o Papa. Foi sepultado na igreja de Santa Maria Nuova de Roma. Seus manuscritos estão na Biblioteca do Vaticano.

### Conclaves
- Conclave de 1417 – não participou da eleição do Papa Martinho V